# Штампар, Андрия
Андрия Штампар (хорв. Andrija Štampar; 1 сентября 1888, Плетерница Австро-Венгерская империя — 26 июня 1958, Загреб, СФРЮ) — хорватский врач, гигиенист, учёный в области социальной медицины, ректор Загребского университета (1945—1946). Доктор медицины (1911). Академик и президент Хорватской академии наук и искусств (1947—1958).
Один из основателей Всемирной организации здравоохранения и первый Председатель Ассамблеи ВОЗ.

## Биография
С 1906 обучался медицине в Вене. В 1909 году начал издавать серию брошюр под названием «Библиотека общественного здравоохранения», в которых обсуждались многочисленные вопросы, касающиеся здоровья и его профилактики. В декабре 1911 года ему было присвоено звание доктора медицины.
С 1919 по 1931 год являлся первым руководителем министерства общественного здравоохранения. В 1920-х годах был идеологом и проводником прогрессивных идей здравоохранения, осуществление которых резко сузилось с наступлением экономического кризиса 1929—1934 гг.
Заложил основы службы общественного здравоохранения в Югославии и создал ряд социальных и медицинских учреждений.
Опираясь на опыт передовой медицины вступил в конфликт с коммерциализацией медицины. Учитывая также его социал-демократические взгляды, подвергся гонениям со стороны правящих кругов страны. В 1931 году вынужден был уйти в отставку.
Работал посланником-экспертом Лиги Наций по вопросам здравоохранения в Китае. Штампар в течение года посетил 16 провинций Китая, повсюду он занимался созданием органов здравоохранения — «среди бесчисленных иностранных специалистов в Китае, очень мало, а может, и вообще нет людей, которые прилагали бы такие старания».
После прихода к власти в Югославии коммунистического правительства А. Штампар принял участие в развитии здравоохранения страны. Широкую известность приобрела его деятельность, как основоположника крупной школы гигиенистов.
Был ответственным за реформу преподавания на медицинском факультете университета в Загребе, создание колледжа медицинских сестер и медицинской школы в Риеке.
Наладил в Хорватии эффективную систему общественного здравоохранения и сыграл ключевую роль в создании Всемирной организации здравоохранения.
В своей инаугурационной речи в 1948 году А. Штампар четко заявил, что ВОЗ должна находиться на переднем крае борьбы за мир во всем мире и способствовать укреплению взаимопонимания между нациями.
Был также первым вице-президентом Экономического и Социального Совета ООН.
Президент Югославской академии наук и искусств (1947—1958).
Похоронен на кладбище Мирогой.

## Память
В 1993 году Ассоциацией школ общественного здравоохранения Европейского региона была учреждена награда «Медаль Андрии Штампара», которая ежегодно вручается «особо выдающимся личностям за исключительные достижения в области общественного здравоохранения».